# Jakob Wattrang den äldre
Jakob Wattrang, före 1673 Wattrangius, född 23 juli 1630, död 15 april 1698, var en svensk revisionssekreterare och godsägare.
Han var son till häradsprosten Johannes Wattrangius (död 1652) och Brita Roslagia (1595-1667) samt dotterson till kaplanen Mikael Laurentii Roslagius (död 1618). Han var bror till häradshövdingen Johan Wattrang (1619-1680).  Han var från 1668 gift första gången med Jakobina Lohe (1639-1676) som var dotter till handelsmannen Henrik Lohe (1594-1667) och andra gången med Maria Gyllenpistol (död 1711) som var dotter till ryttmästaren Henrik Gyllenpistol (1614-1656). Han blev far till elva barn varav Johan Jakob Wattrang (1673-1718) blev brukspatron på Åkers styckebruk och Karl Henrik Wattrang (1674-1733) blev kansliråd. 
Wattrang blev student vid Uppsala universitet 1643 och disputerade där 1653. Han blev aktuarie vid kungliga kansliet 1656 och referendariesekreterare 1669.
Han blev revisionssekreterare 1685 och han var ledamot av lagkommissionen 1693. Tillsammans med sin bror Zakarias Wattrang adlades han 1673 och introducerades 1675 under nummer 845. Genom ett köpebrev konfirmerades det den 22 mars 1676 att arrenderätten till Åkers styckebruk överlåtits till honom. Från riksrådet Johan Gyllenstiernas köpte han Löta säteri (med Öster Vidby, Skalltorp och Vrettuna) i Björnlunda socken, efter att han erhållit fastebrevet den 19 maj 1676 sammanförde och ombildade han egendomarna till Jakobsberg gård, som senare ombildades till ett fideikommiss inom Wattrangska ätten. Han har författat en italiensk beskrivning om Lappland.